# Pleuropholidae
De Pleuropholidae zijn een familie van uitgestorven straalvinnige beenvissen, die leefden van het Midden-Jura tot het Vroeg-Krijt. Het is een van de vele families die traditioneel in de parafyletische orde Pholidophoriformes werden geplaatst. Pleuropholiden kunnen worden onderscheiden van andere pholidophoriformen door de langwerpige schubben aan de zijkanten van hun lichaam.

## Taxonomie
- Austropleuropholis
- Gondwanapleuropholis
- Parapleuropholis
- Pleuropholis
- Zurupleuropholis